# 走れ公務員!
『走れ公務員!』（はしれこうむいん）は、1998年10月13日から同年12月8日までフジテレビ系列局で放送されていたテレビドラマである。フジテレビと共同テレビの共同製作。放送時間は毎週火曜 20:00 - 20:54 （日本標準時）。

## 概要
キャッチコピーは「手柄はいらん、愛をちょーだい！」。
変わり者揃いの婦警たちで構成された白百合班に配属されるはめになった新米婦警と、刑事課に配属された同じ新米女刑事との対比を織り交ぜたドタバタテイストの作風であった。
1998年12月には、丹後達臣による本作のノベライズ本（発行：フジテレビ出版、発売：扶桑社、ISBN 4-594-02630-3）が出版された。

## あらすじ
就職氷河期でなかなか就職先が決まらない女性・一ノ瀬渚は、公務員（警察官）試験に晴れて合格し、就職先も決まった。ところが、配属された女性だけ（班長を除く）で構成された部署「白百合班」は、曲者揃いの婦警たちが集う吹き溜まり部署と化していた。渚は、無気力で素性に難がある婦警たちに翻弄されつつ、事件解決に当たる。

## キャスト
一ノ瀬 渚：さとう珠緒
「白百合班」に配属された新米警察官。
綿貫 由佳：奥菜恵
渚と同期の新米女性刑事。エリート意識が強く、腰掛けOL気分が抜けない渚にキツい言葉を浴びせる。
武田 一輝：金子賢
刑事課所属、熱血漢。
茂原 幸江：山口紗弥加
白百合班メンバー。
末永 あかり：藤崎奈々子
白百合班メンバー。
桑原 舞：岩崎ひろみ
白百合班メンバー。元暴走族総長のヤンママ。
具志川 憲子：神取忍
白百合班メンバー。
小田 孝子：磯野貴理子
白百合班メンバー。
富沢：六平直政
刑事課の鬼刑事。
片平：光浦靖子
総務課のリーダー。何かにつけて白百合班の面々に毒づく。
目黒正樹
庄司：斎藤洋介
白百合班班長。
結城 歌子：山咲千里
刑事課長。白百合班の介入に手を焼いている。
沼田 孝文：長谷川初範
署長。

## スタッフ
- 企画：清水賢治、和田行
- 脚本：金子ありさ、野尻靖之、中瀬理香
- 音楽：勝又隆一
- プロデュース：船津浩一
- 演出：西谷弘、本橋圭太
- 協力：アズバーズ、バスク、フジアール、渋谷ビデオスタジオ
- 制作：フジテレビ、共同テレビ

## テーマ曲
- 主題歌「snow drop」L'Arc〜en〜Ciel
- 挿入歌「なんとかなるでしょ」Babble Bunny

## サブタイトル
| 各話                                                      | 放送日         | サブタイトル             | 脚本                | 演出     | 視聴率 |
| --------------------------------------------------------- | -------------- | ------------------------ | ------------------- | -------- | ------ |
| 第1話                                                     | 1998年10月13日 | 婦警だってOLヨ           | 金子ありさ 野尻靖之 | 西谷弘   | 9.4%   |
| 第2話                                                     | 1998年10月20日 | エステツアーで美少女逮捕 | 金子ありさ 野尻靖之 | 本橋圭太 | 9.4%   |
| 第3話                                                     | 1998年10月27日 | 警察密着24時VSニセ婦警   | 野尻靖之 中瀬理香   | 西谷弘   | 8.0%   |
| 第4話                                                     | 1998年11月10日 | グルメ婦警マツタケでクビ | 金子ありさ          | 本橋圭太 | 9.9%   |
| 第5話                                                     | 1998年11月17日 | アイドル署長VS盗撮マニア | 野尻靖之 中瀬理香   | 西谷弘   | 7.9%   |
| 第6話                                                     | 1998年11月24日 | 婦警なんか辞めてやるっ！ | 金子ありさ 野尻靖之 | 本橋圭太 | 7.4%   |
| 第7話                                                     | 1998年12月1日  | 恋する彼が援助交際なんて | 金子ありさ 野尻靖之 | 西谷弘   | 8.6%   |
| 最終話                                                    | 1998年12月8日  | 渚死す！白百合涙の復讐   | 金子ありさ 野尻靖之 | 西谷弘   | 7.6%   |
| 平均視聴率 8.3%（視聴率は関東地区・ビデオリサーチ社調べ） |                |                          |                     |          |        |